# Skyline Drive
La Skyline Drive est une route de 169 kilomètres qui traverse dans la longueur le parc national de Shenandoah, ce dernier se situant dans les montagnes Blue Ridge en Virginie. Placée généralement le long de la crête des montagnes, cette route panoramique classée National Scenic Byway donne notamment accès au sommet Blackrock et est visitée annuellement par deux millions de personnes.

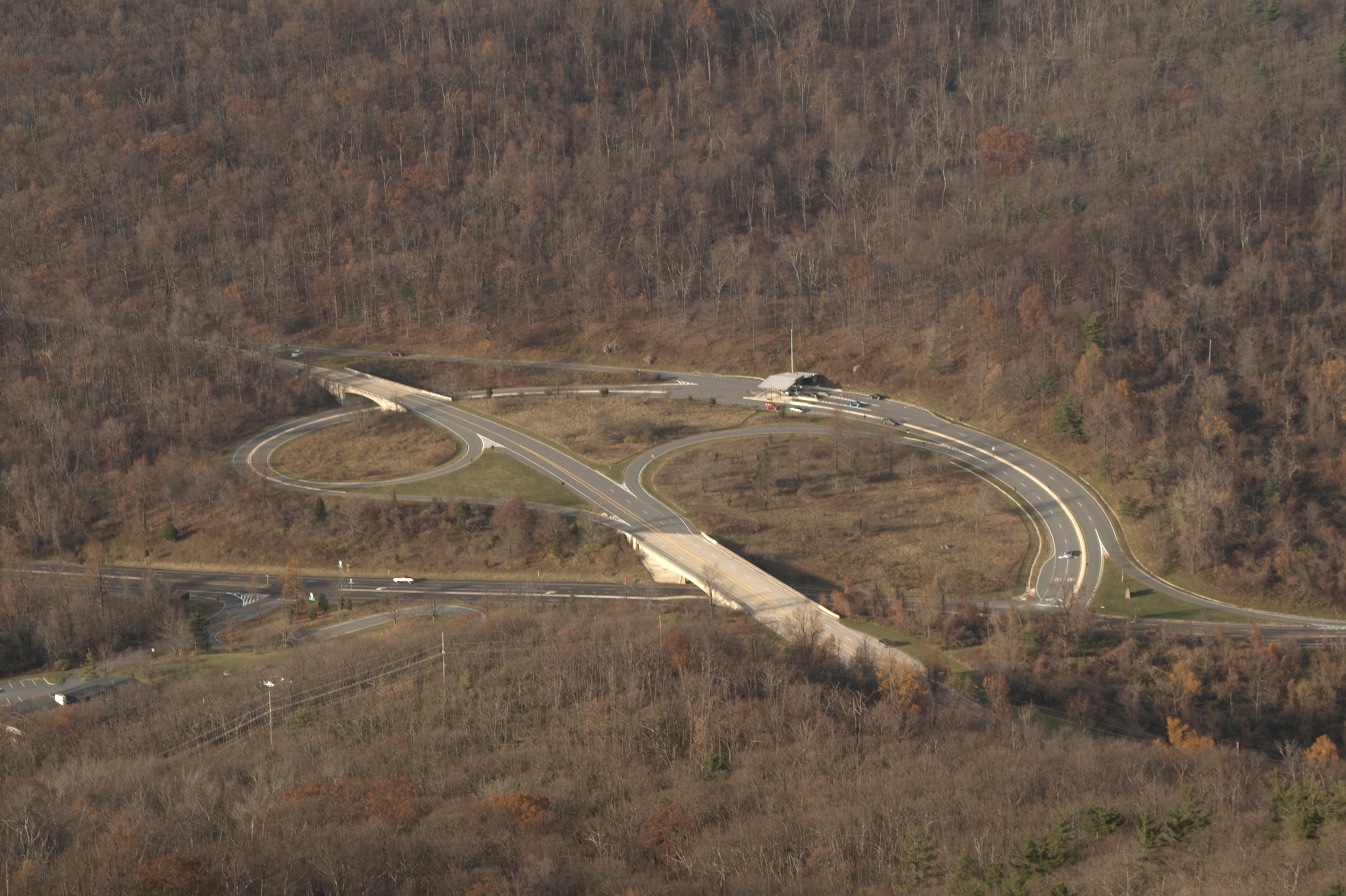
Intersection de la Skyline Drive avec l'U.S. Route 211 à Thornton Gap.